# ۴-متیل-۱-پنتانول
۴-متیل-۱-پنتانول (به انگلیسی: 4-Methyl-1-pentanol) با فرمول شیمیایی C۶H۱۴O یک ترکیب شیمیایی است. که جرم مولی آن ۱۰۲٫۱۷۴ g/mol می‌باشد. شکل ظاهری این ترکیب، مایع بی‌رنگ است.